# SN 2007lu
SN 2007lu – supernowa typu Ia odkryta 6 października 2007 roku w galaktyce A220134-0015. W momencie odkrycia miała maksymalną jasność 22,30m.